# Nadín Ospina
Nadín Ospina (Bogotá, 16 de mayo de 1960) Maestro en Bellas Artes de la Universidad Jorge Tadeo Lozano de Bogotá. Ganador del 34 Salón Nacional de artistas en 1992, en 1997 Gana la Beca de la Fundación Guggenheim de Nueva York y en 2004 el 18 Salón de Fuego, de la Fundación Gilberto Alzate Avendaño. Con exposiciones alrededor del mundo como las Bienales de Sao Pablo, Cuba, Venecia y Lyon, recientemente en el Museo de Antropología de Madrid su obra Yo soy otro tu, en la muestra Time for Change. Art and social unrest in the Jorge M. Pérez collection en El Espacio 23 de Miami y en Portadores de Sentido–Arte contemporáneo en la colección Patricia Phelps de Cisneros en el Museo Amparo de la ciudad de Puebla en México.
Algunas de las obras más destacadas de Nadín Ospina han combinado personajes de dibujos animados y juguetes de la cultura del entretenimiento de masas contemporánea norteamericana y europea con figuras latinoamericanas y precolombinas. Algunos ejemplos son estatuas de estilo precolombino de los personajes estadounidenses Mickey Mouse, Goofy, Bart Simpson y Eric Cartman, así como representaciones bidimensionales de figuras danesas de Lego en contextos colombianos modernos.

## Trayectoria
Realizó estudios en la Universidad Jorge Tadeo Lozano. Ha expuesto individual y colectivamente desde 1981 en Colombia, EE. UU., Alemania, Australia, Brasil, Venezuela, Cuba, México, España, Holanda, Noruega y Dinamarca. Ganador del XXXIV Salón Nacional de Artistas de Colombia1992 por In partibus infidelium; becario de la Fundación Guggenheim (1997).
"Lo más importante de su obra es que revela una firme voluntad de romper con todo convencionalismo y una actitud abierta independiente y libre, así como una tendencia a probar y actuar intuitivamente. Su trabajo también pone de presente cierta conexión entre el arte de hoy y los símbolos de la prehistoria mítica, y de allí ese efecto entre mágico y simbólico que la caracteriza."

## Obras

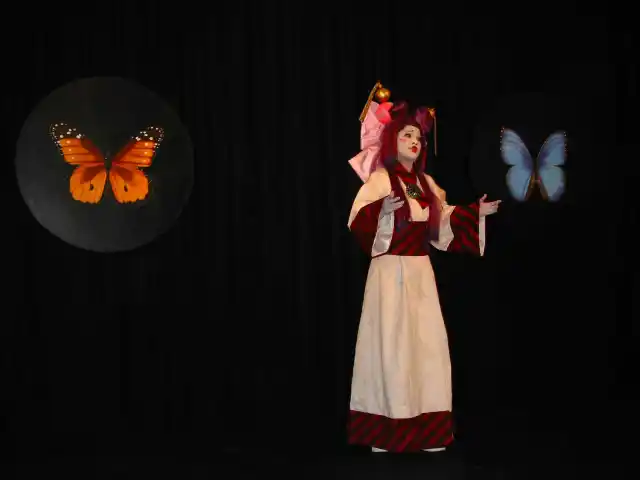
El ojo del tigre

## Exposiciones
- La preponderancia de lo pequeño. Galería el Museo. Bogotá, Colombia (2022).
- La preponderancia de lo pequeño. Galería AH Fine Art. Medellín, Colombia (2022).
- La preponderancia de lo pequeño. Salón Nacional Mutis 2021. Museo Universitario de la Universidad de Antioquia. Medellín, Colombia (2021).
- Nadín Ospina Yo soy otro tu. Museo de antropología de Madrid. Curaduría Isabel Durán. España (2020).
- La hermandad de la lanza. Simultánea con el artista Hugo Zapata. Galería AH Fine Arts. Medellín. Colombia (2019).
- Paseantes. La pervivencia del signo. Biblioteca Nacional de Colombia. Bogotá. Colombia (2018).
- Nadín Ospina. Arte de Magia. Una retrospectiva temática. Galería AH Fine Art. Medellín. Colombia (2017).
- Nadín Ospina. Museo Rayo. Roldanillo. Colombia (2016).
- Del Otro Mundo. Galería El Museo. Bogotá. Colombia (2016).
- Otros Mundos. Galería AH Fine Art. Medellín Colombia (2015).
- La Suerte del Color. Galería El Museo. Bogotá. Colombia (2013).
- Oniria. Museo de Artes Visuales de la Universidad Jorge Tadeo lozano. Bogotá. Colombia (2012).
- Ínsula . Galería Nueveochenta. Curaduría Carlos Hurtado .Bogotá. Colombia (2010).
- Colombialand. Centro Cervantes. Curaduría José Jimenez. París. Francia  (2007).
- The Hours: Visual Arts of Contemporary Latin America, Museum of Contemporary Art, Sídney, Australia (2007).
- Cantos Cuentos Colombianos. Daros-Latinoamérica. Río de Janeiro. Brasil. (2005).
- The Ground & the Real. Rijksmuseum voor Volkenkunde (Museo Nacional de  Etnología). Leiden. Holanda (2002).
- Pop-Colonialismo. Fundación Teor/Etica. Curaduría Virginia Perez Ratton. San José de Costa Rica.  (2001).
- El Final del eclipse. Fundación Telefónica, Madrid, España. (2001)
- 7ª Bienal de la Habana. Cuba. 2000.
- 5e Biennale d’art contemporain de Lyon. Halle Tony Garnier, Lyon, France. 2000.
- XX Bienal Internacional de Sao Pablo. Parque do Ibirapuera. Sao Paulo. Brasil. (1989).
- Bizarros y Críticos. Galería Arte 19. Bogotá. Colombia (1993).
- Nadín Ospina (Santuario). Galería Arte 19. Bogotá. Colombia (1991).
- Itinerancia: Palacio de los Condes de Gabia, Salas Caja General e Instituto de América. Universidad de Granada y Santa Fe de Granada, España (2001); Museo Extremeño e Iberoamericano de Arte Contemporáneo MEIAC, Badajoz, España (2002); Universidad de Salamanca, España. (2002); Museo de Arte Moderno, México D.F., México (2002); Museo de Arte Contemporáneo MARCO, Monterrey, México (2003); Museo Nacional de Bellas Artes, Buenos Aires, Argentina (2003); Fundación Telefónica, Santiago de Chile, Chile (2004); Pinacoteca de São Paulo, São Paulo, Brasil (2004). Centro Cultural de San  Marcos. Lima. Perú. 39.ª Bienal de Venecia. Venecia. Italia. (2001).